# Verne Troyer
Verne Jay Troyer (Sturgis, 1 de janeiro de 1969 – Los Angeles, 21 de abril de 2018) foi um ator americano conhecido por interpretar Mini-Me no filme Austin Powers, além dos filmes Homens de Preto, Harry Potter e outras séries e comédias.
Verne era portador de acondroplasia, pan-hipopituitarismo, condição genética que provoca nanismo, por isso media 81 cm.
Seu falecimento decorreu da consequências do alcoolismo e depressão.